# Lepidium jaredii
Lepidium jaredii är en korsblommig växtart som beskrevs av Townshend Stith Brandegee. Lepidium jaredii ingår i släktet krassingar, och familjen korsblommiga växter. Inga underarter finns listade i Catalogue of Life.